# Królestwo Lo
Buddyjskie Królestwo Lo, powszechnie nazywane przez obcokrajowców Królestwo Mustang (tybetański Mun Tan) – formalnie niezależna monarchia buddyjska, stanowiąca część Nepalu. Istniało w latach 1450–2008. Jego stolicą było Lomanthang.

## Geografia
Królestwo Mustang położone było na obszarze nepalskiej prowincji Dhaulagiri. Ciągnęło się pasem 80 km z północy na południe do granicy chińskiej, granicząc z Tybetem. Długość kraju ze wschodu na zachód wynosiła 45 km. Kraj położony był na wyżynie o wysokości 2500 metrów, nad rzeką Kali Gandaki.
Ludność kraju wynosiła 9000 mieszkańców.
Do roku 1991 cudzoziemcom nie wolno było przebywać na obszarze północnego Mustangu. Po tym roku zakaz ten zniesiono, jednak wpuszczano ich rocznie nie więcej jak 1000, nie dłużej jak na tydzień, i za opłatą co najmniej 500 $.

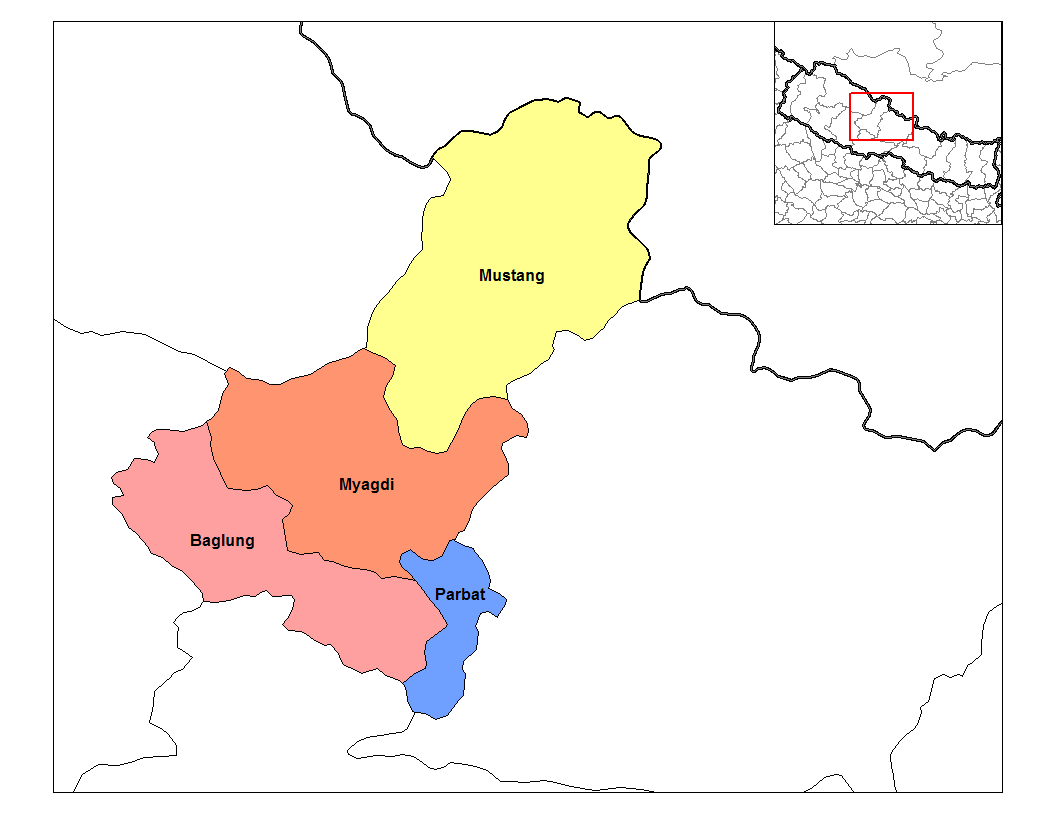
Dystrykty prowincji Dhawalagiri, Mustang zaznaczony na żółto

## Historia
Pierwsze wzmianki o królestwie Mustangu były już znane w VII wieku w kronikach Tybetu. Ziemie Lo należały do feudalnych panów, które były częścią Tybetu i Ngari. Królestwo założył w 1450 Ame Pal. Od 1795 Mustang stanowił wspólne lenno Nepalu i Tybetu. W 1951 Mustang stał się integralną częścią Nepalu. Pod bezpośrednią władzą króla pozostawiono północną część kraju, która od tej pory nazywana jest Królestwem Lo.
7 października 2008 nowy, republikański rząd Nepalu zlikwidował Królestwo Lo.
Ostatnim królem Mustangu był Dżigme Parbal Bista, 61. władca od czasów Ame Pala.

## Władcy Mustangu
- 1450–? – Ame Pal
- 1656–1710 – Sa Dbang
- 1711–1723 – Je Ang
- 1723 – ok. 1728 – Krathis Namgyal
- ok. 1728 – ok. 1750 – Tenzing Anjia
- ok. 1750–1797 – Anjia Dorje
- 1797–1815 – Krashi Sinpo
- 1815–1837 – Jampal Gralus
- 1837–1857 – Kunga Norbu
- 1857–1863 – Jamyang Angdu
- 1863–1893 – Jamyang Banus
- 1893–1935 – Jamyang Palbar
- 1935–1955 – Angun Tenzing Trandul
- 1955–1958 – Angu Ongdu Nyingpo Parbal
- 1958–1964 – Angun Tenzing Trandul
- 1964 – Jigme Dorje Trandul
- 1964–2008 – Jigme Parbal Bista